# 亀割安蔵
亀割 安蔵（かめわり やすぞう、1876年（明治9年）10月15日 - 1940年（昭和15年）12月14日）は、日本の実業家、政治家。衆議院議員。

## 経歴
長野県で亀割才次郎の二男として生まれる。早くから実業界に入った。
利原鉄山（咸鏡南道）会社社長、陽東殖産社長、大和サツシユ社長、樺太林業取締役・監査役、神戸有馬電気鉄道取締役、神奈川製材重役などを務めた。また、青森県に七戸牧場を設けてサラブレッド、アラブ種の馬質研究を行った。
1928年2月の第16回衆議院議員総選挙で沖縄県から立憲政友会所属で出馬して当選し、衆議院議員を1期務めた。